# Opapimiskan Lake Airport
Opapimiskan Lake Airport (franska: Aéroport du lac Opapimiskan) är en flygplats i Kanada.   Den ligger i Kenora District och provinsen Ontario, i den sydöstra delen av landet, 1 300 km nordväst om huvudstaden Ottawa. Opapimiskan Lake Airport ligger 309 meter över havet. Den ligger vid sjön Opapimiskan Lake.
Terrängen runt Opapimiskan Lake Airport är platt. Trakten runt Opapimiskan Lake Airport är nära nog obefolkad, med mindre än två invånare per kvadratkilometer.. Det finns inga samhällen i närheten. 
I omgivningarna runt Opapimiskan Lake Airport växer i huvudsak barrskog.